# Ronald de Boer
Ronaldus "Ronald" de Boer, född 15 maj 1970 i Hoorn, Nederländerna, är en nederländsk före detta fotbollsspelare. Han är äldre tvillingbror till Frank de Boer.
Ronald de Boer spelade under sin karriär bland annat för AFC Ajax, FC Barcelona och Rangers FC. Sina sista år som aktiv spelare tillbringade han i Qatar. Ofta spelade han i samma lag som brodern Frank. Han gjorde också ett flertal matcher för Nederländernas landslag och spelade i VM 1994 och 1998 samt EM 1996 och 2000.